# Onomata Kechiasmena
Onomata Kechiasmena (Ὀνόματα Kεχιασμένα in greco antico) è una rivista di enigmistica e cruciverba in greco antico pubblicata dal 2015.

## Storia editoriale
È pubblicata bimestralmente dall'associazione culturale Leonardo, che già pubblica Hebdomada Aenigmatum, la rivista di enigmistica latina. È disponibile gratuitamente in formato pdf stampabile previa registrazione sul sito.
È stata lanciata alla fine di aprile 2015 come allegato al nono numero di Hebdomada Aenigmatum. Contiene cruciverba, giochi di parole in cui le consonanti sono sostituite da numeri, crucipuzzle, "unisci i puntini" dove i puntini sono numerati sequenzialmente con lettere dell'alfabeto greco, una striscia di Asterix in greco antico, due pagine di attualità in greco antico in collaborazione con Akropolis World News.
La rivista è realizzata da Λουκᾶς Δεσιάτα (Luca Desiata, fondatore e direttore), Θεόδωρος (Professore di greco antico presso l'Universita di Pisa), Ἰήτης, Lydia Ariminensis e Juan Coderch (Senior Language Tutor in greco e latino presso l'università di St. Andrews) che gestisce Akropolis World News, il primo sito di attualità in greco antico.